# Berghia, Mureș
Berghia este un sat în comuna Pănet din județul Mureș, Transilvania, România.

## Istoric
Localitatea este atestată documentar din 1334.
La 10 august 1496, localitatea este menționată cu numele de Bergenye într-un document emis de către vicevoievodul Transilvaniei Ștefan de Teleghd.
La 13 ianuarie 1524, localitatea este menționată din nou cu numele de Bergenye într-un document emis de către Leonard Barlabassy de Hederfaya, vicevoievod al Transilvaniei și comite al secuilor de la vremea aceea.
Clopotul bisericii reformate din Berghia este din 1530, cu inscripția: „Christus Rex Venit in pace, Deivs homo factus est. 1530“.
La 5 februarie 1546 este menționat un anume Benedict de Bergenye.
La 25 octombrie 1575 este menționat un anume Albert Kys de Bergenye. 
La 2 octombrie 1578, localitatea este menționată din nou localitatea, fiind vorba despre donarea unei moșii din Berghia de către Cristofor Bathory lui Leonard Czeczey și Anei Zvoreni.
La 13 septembrie 1578, localitatea este menționată cu numele de Bergene. 
La 18 septembrie 1578, localitatea este menționată cu numele de Bergenye.
Fondul documentar al parohiei bisericii reformate Berghia a fost datat între 1767 și 1945.
Pe Harta Iosefină a Transilvaniei din 1769-1773 (Sectio 127), localitatea apare sub numele de „Bergenye”.

## Galerie de imagini

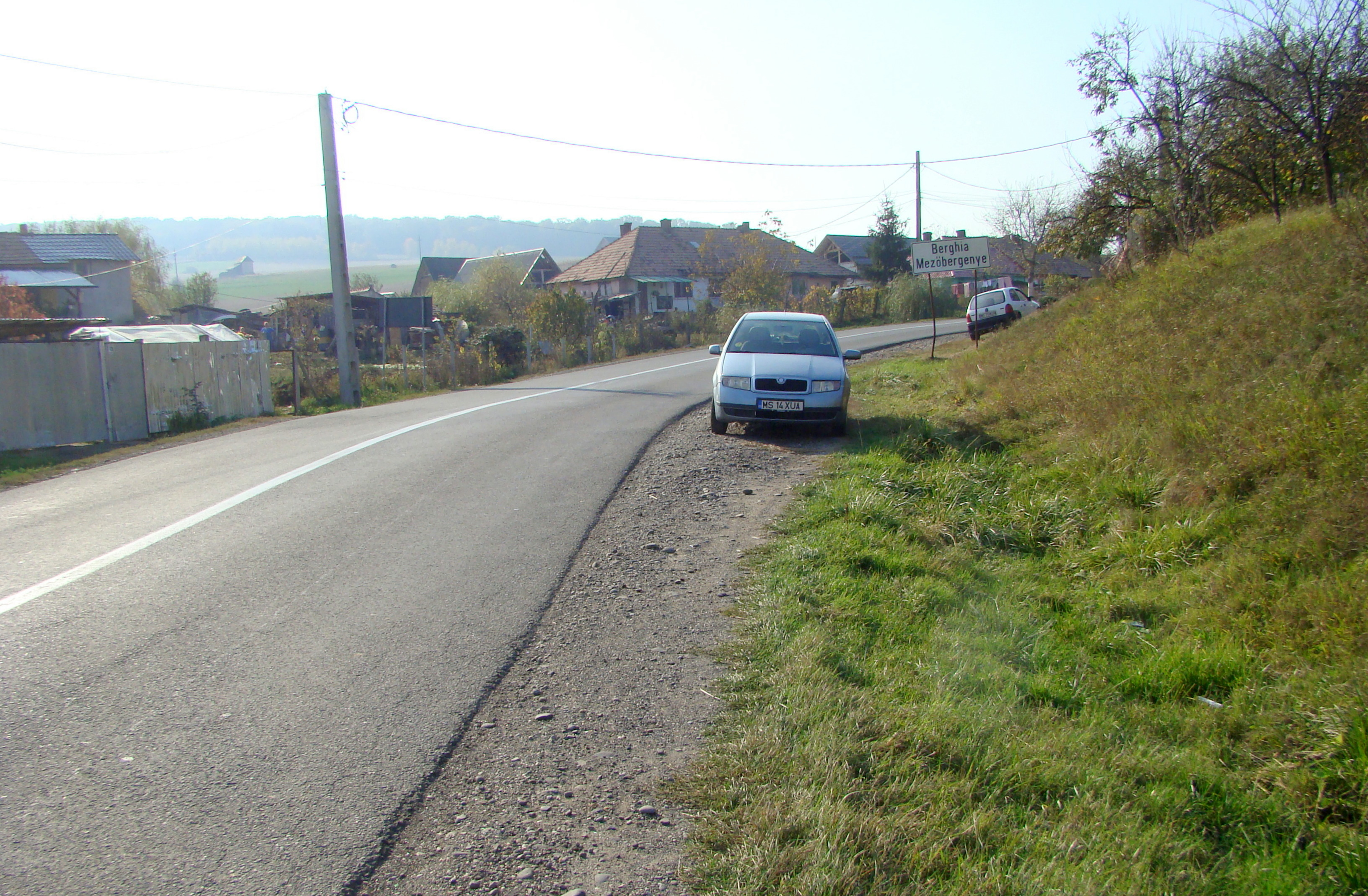
Intrarea în localitate
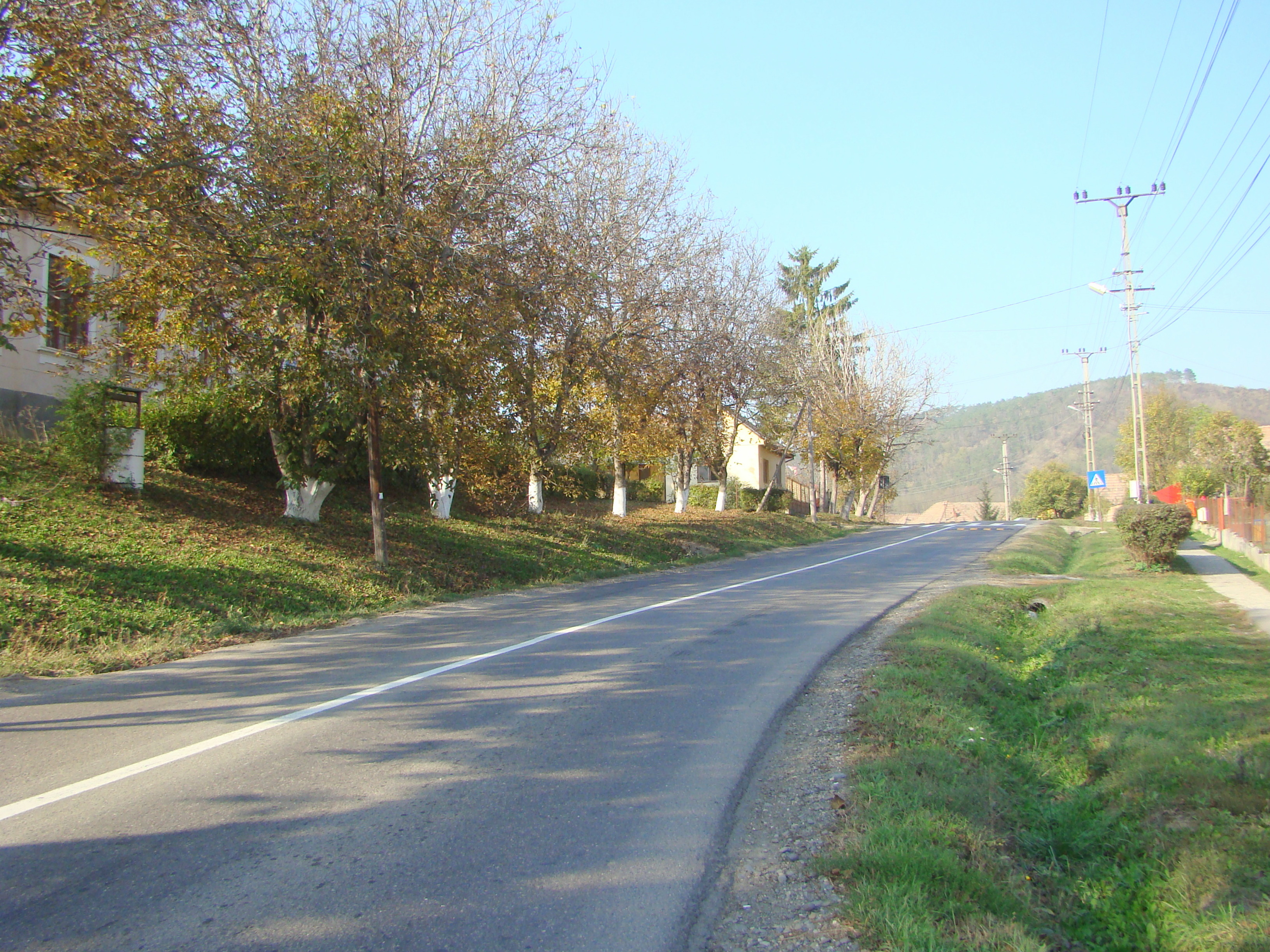
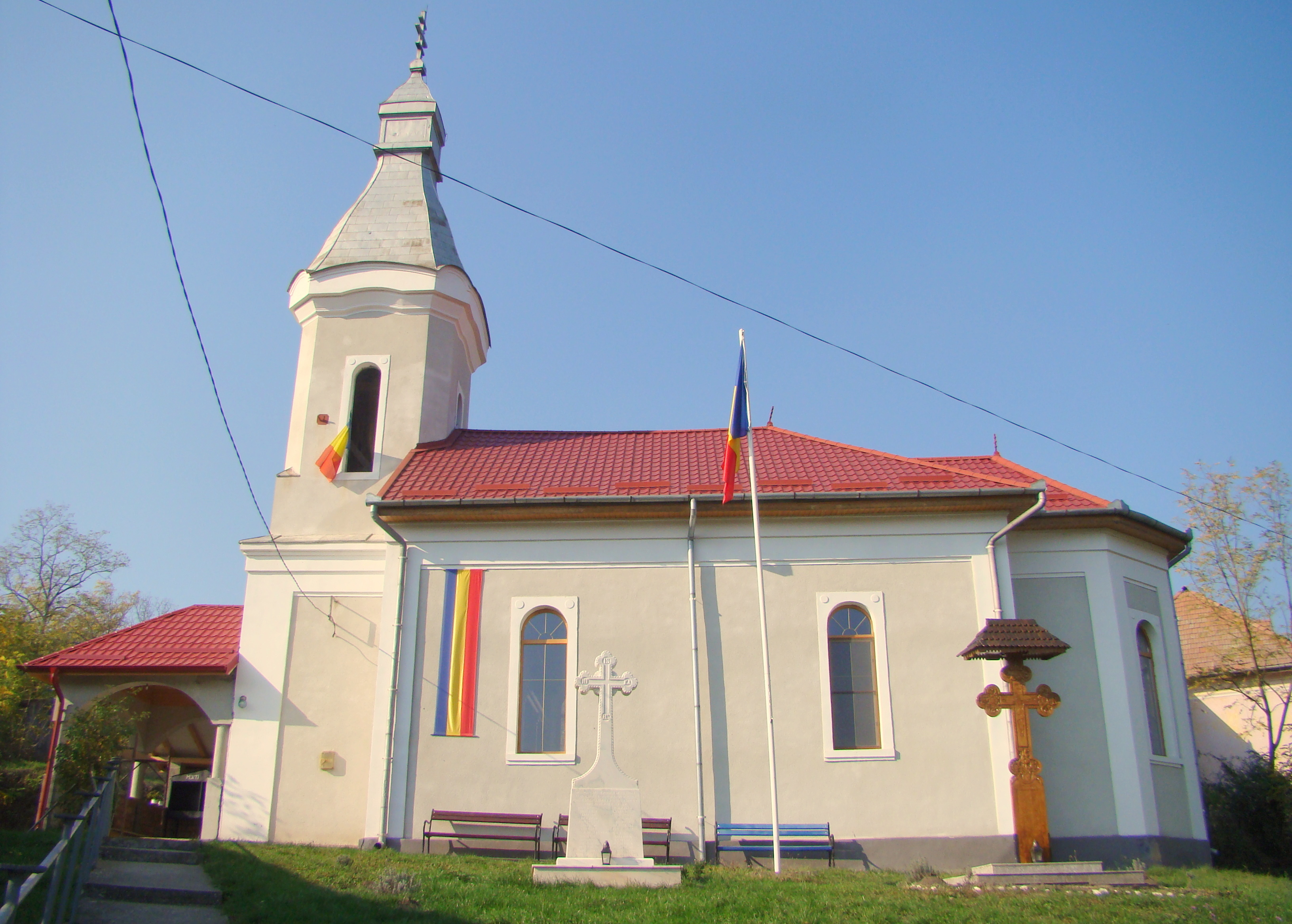
Biserica ortodoxă
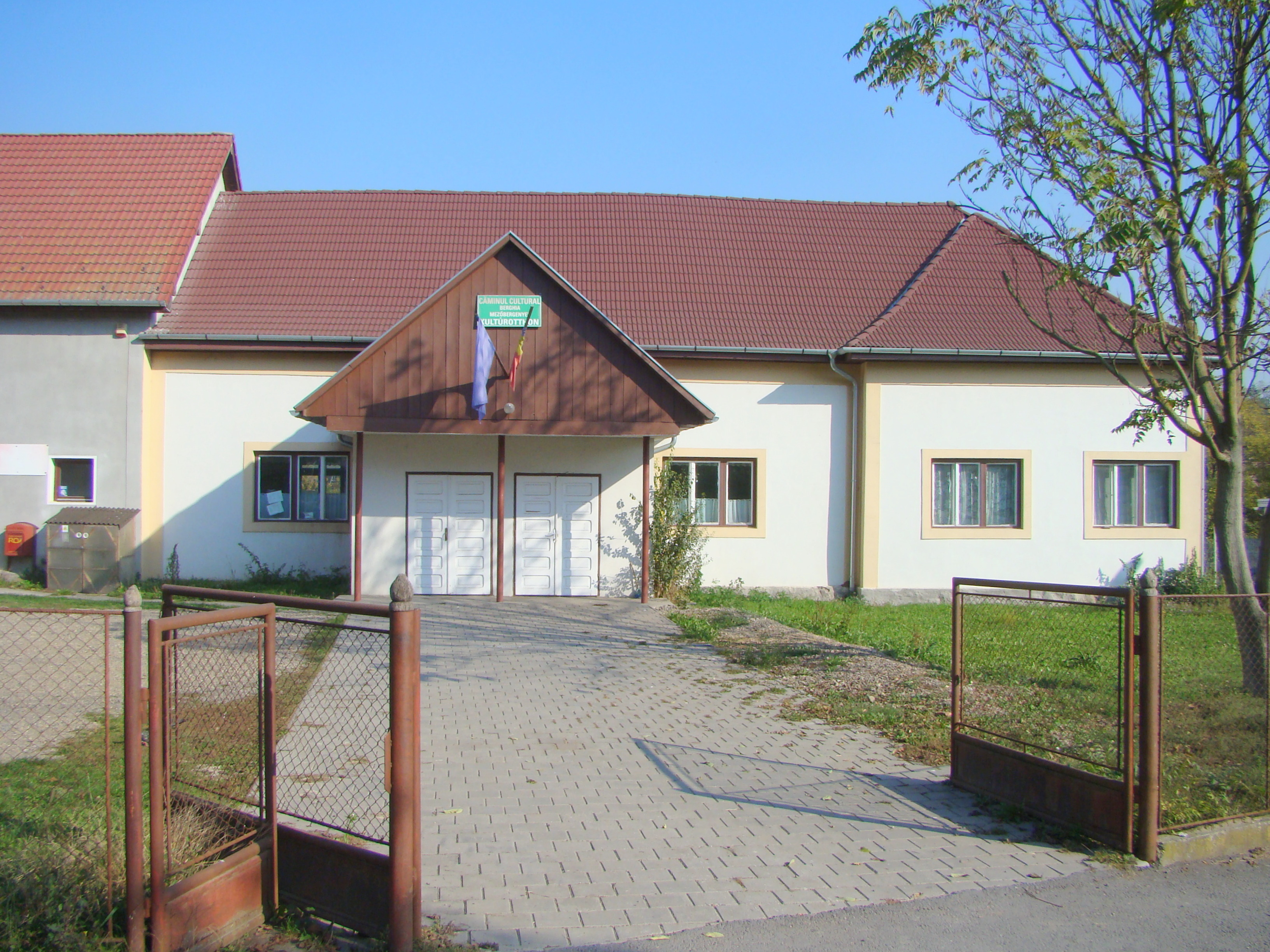
Căminul cultural
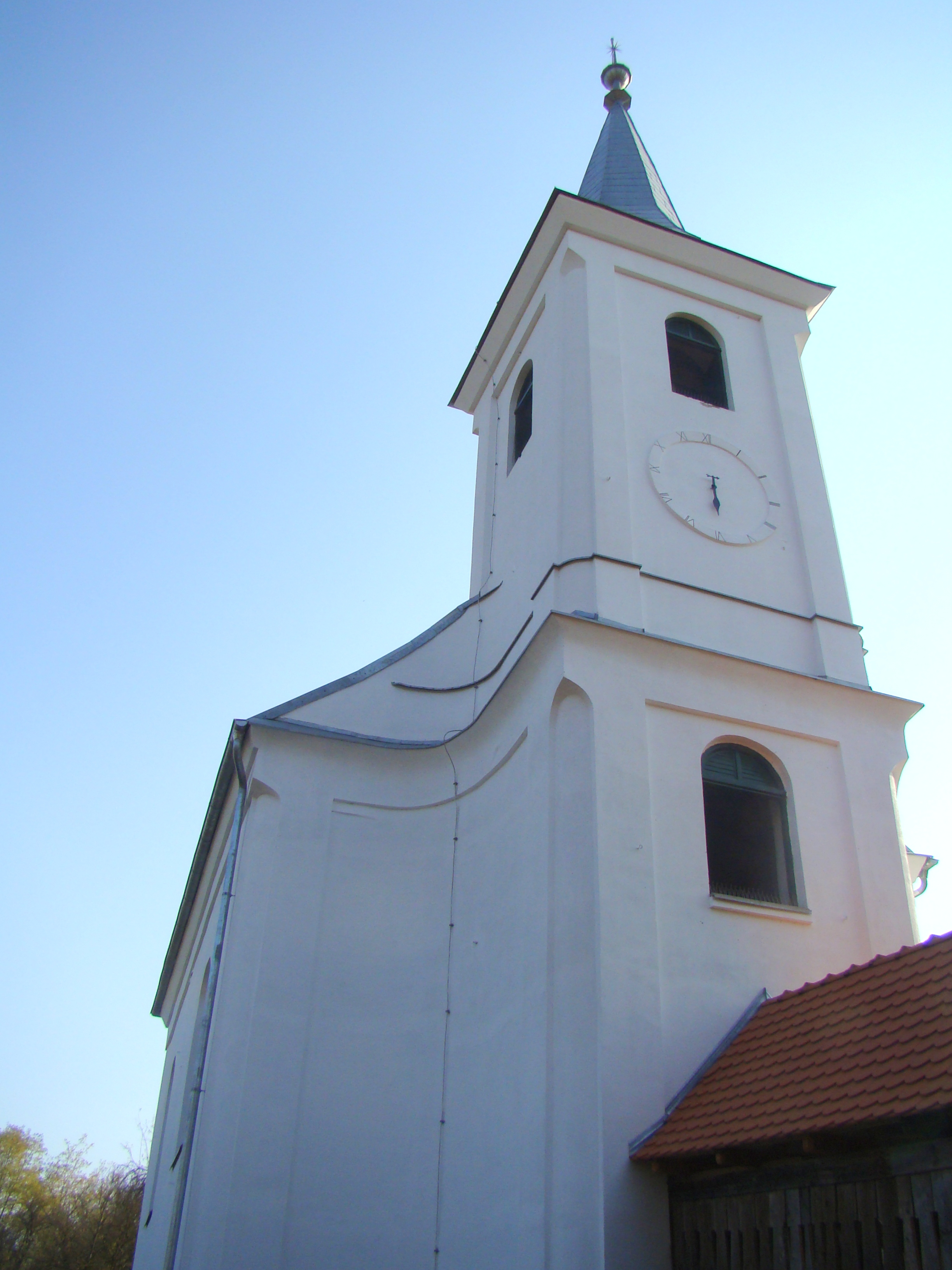
Biserica reformată
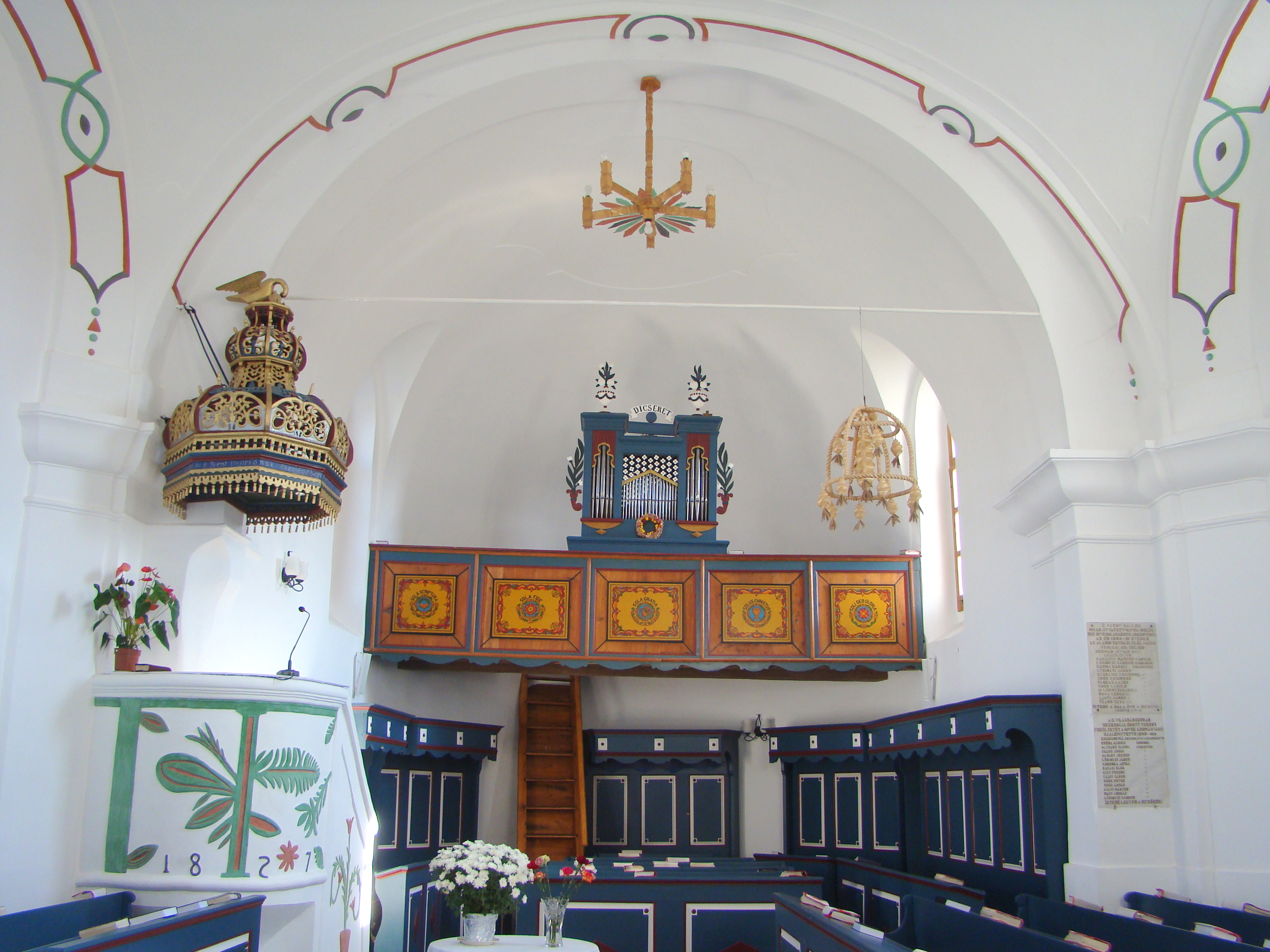
Biserica reformată (interiorul)
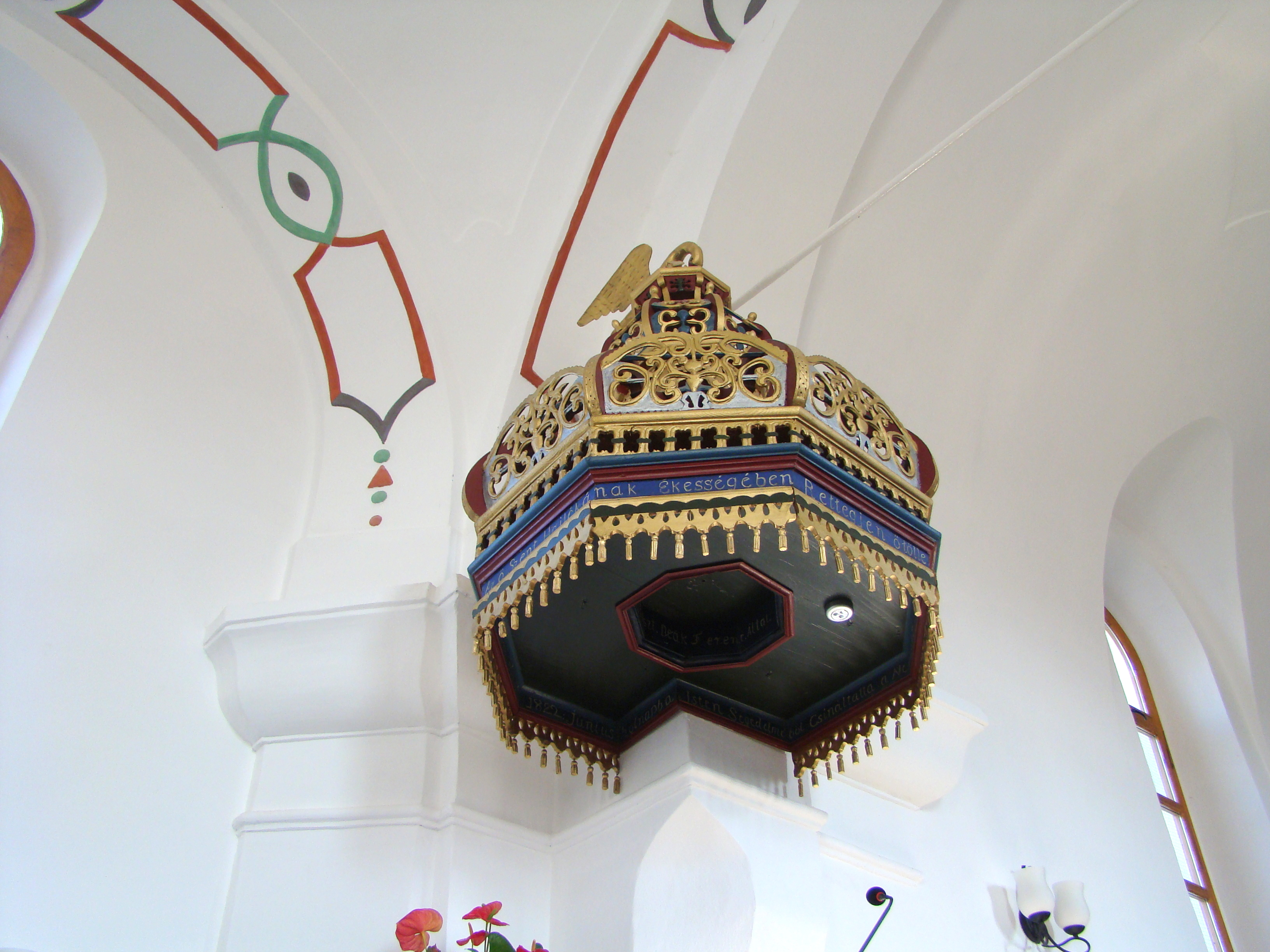
Biserica reformată (coronamentul amvonului)
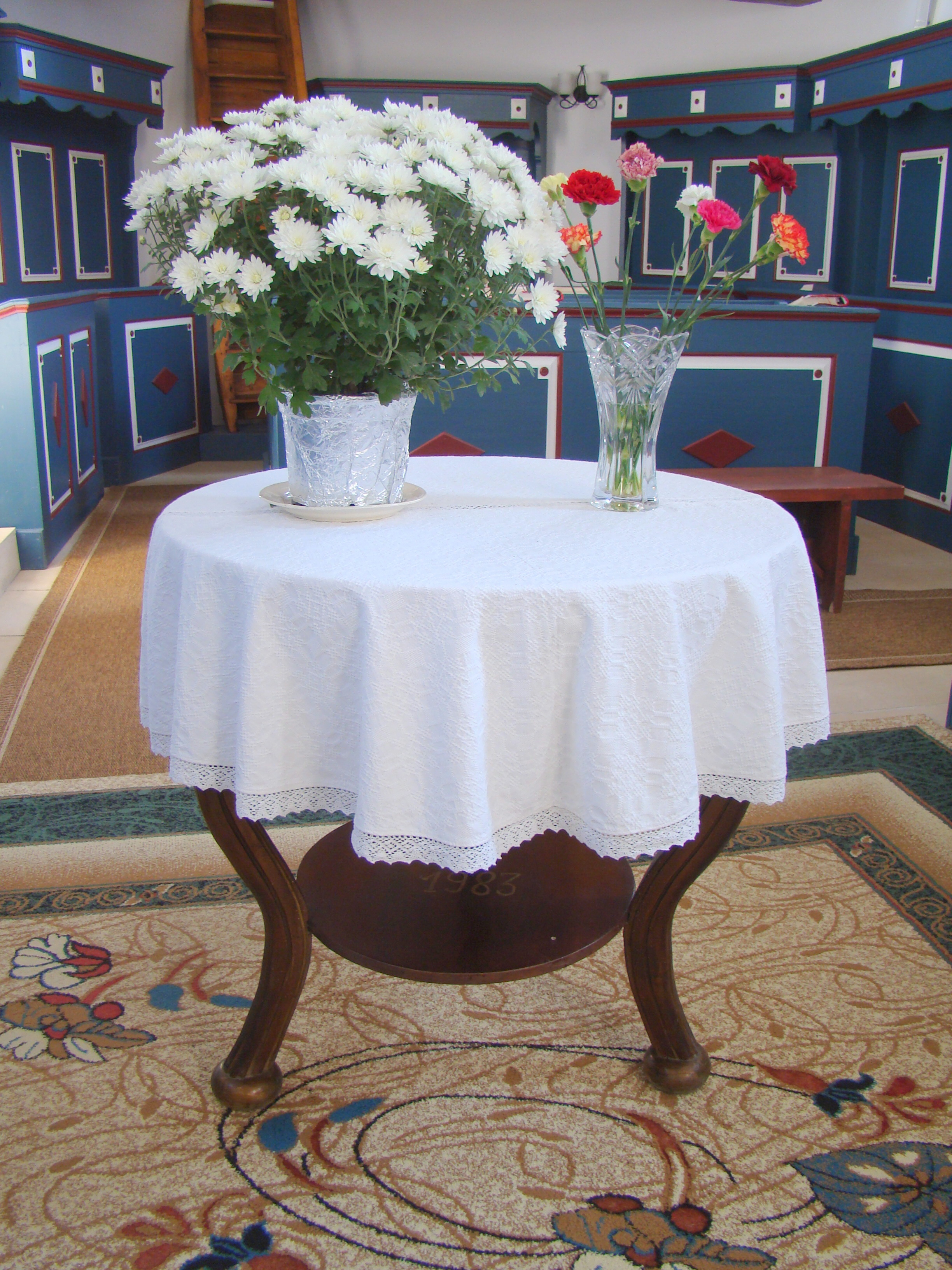
Biserica reformată (Masa Domnului)

## Vezi și
- Biserica reformată din Berghia